# Hotel Cabana
Hotel Cabana è il primo album in studio del disc jokey britannico Naughty Boy, pubblicato nell'agosto 2013.

## Tracce
1. Act I (feat. George the Poet) – 0:24
2. Welcome to Cabana (feat. Emeli Sandé & Tinie Tempah) – 1:51
3. Wonder (feat. Emeli Sandé) – 3:27
4. Think About It (feat. Wiz Khalifa & Ella Eyre) – 3:05
5. Hollywood (feat. Gabrielle) – 4:05
6. Act II (feat. George the Poet) – 0:20
7. La La La (feat. Sam Smith) – 3:42
8. One Way (feat. Mic Righteous & Maiday) – 3:26
9. Pluto (feat. Emeli Sandé & Wretch 32) – 3:57
10. So Strong (feat. Chasing Grace) – 3:36
11. No One's Here to Sleep (feat. Bastille) – 3:25
12. Lifted (feat. Emeli Sandé) – 3:17
13. Top Floor (Cabana) (feat. Ed Sheeran) – 2:09
14. Epilogue (feat. George the Poet) – 1:28

## Classifiche
| Classifica (2013) | Posizione massima |
| ----------------- | ----------------- |
| Austria           | 33                |
| Belgio (Fiandre)  | 74                |
| Belgio (Vallonia) | 70                |
| Francia           | 193               |
| Germania          | 30                |
| Irlanda           | 25                |
| Italia            | 78                |
| Paesi Bassi       | 46                |
| Regno Unito       | 2                 |
| Svizzera          | 8                 |